# Mera ur Kärlekens språk
Mera ur Kärlekens språk är en svensk dokumentärfilm från 1970, i regi av Torgny Wickman.

## Handling
Filmen tar upp flera sexuella områden: Manlig och kvinnlig homosexualitet, könssjukdomar, handikappade och sex, droger och sex.

## Om filmen
Mera ur kärlekens språk är en uppföljare till filmen Ur kärlekens språk från 1969. Den följdes i sin tur upp av Kärlekens XYZ 1971. Filmen premiärvisades 18 november 1970 på biograf Riviera i Stockholm. Den spelades in vid Saga Filmstudio i Köpenhamn och Movie Art of Europe studio i Nacka av Lasse Björne.

## Roller i urval
- Maj-Briht Bergström-Walan
- Inge Hegeler
- Sten Hegeler
- Bertil Hansson
- Bengt Lindqvist - politiker
- Bengt Berggren - läkare
- Bruno Kaplan - läkare
- Anna Berggren - läkare
- Mirjam Israel - psykolog
- Ove Alström - fotograf
- Göran Bergstrand - präst och psykoterapeut
- Lars Lennartsson - man i storfamilj
- Suzanne Hovinder
- Mogens Jacobsen - dansk skådespelare
- Rune Pär Olofsson - präst och författare
- Annakarin Svedberg - författare
- Wenche Willumsen - dansk skådespelare
- Solveig Andersson
- Bent Rohweder - dansk skådespelare
- Lasse Lundberg

## Filmmusik i urval
- Krogmusik, kompositör Harry Arnold
- An die Freude, kompositör Ludwig van Beethoven, med en specialtext av Åke Strömmer
- Take Care of Your Heart, kompositör Ingvar Gran och Dan Skogsäter, text Eva-Lena Borgemar